# Rick Aviles
Richard Anthony "Rick" Aviles (Nova Iorque, 14 de outubro de 1952 - Los Angeles, 17 de março de 1995) foi um comediante e ator americano de ascendência afro-porto-riquenha, é mais lembrado pelo papel do assassino Willie Lopez no filme Ghost (1990).

## Primeiros anos
Os pais de Aviles se mudaram de Porto Rico para os Estados Unidos no final de 1940. Eles moravam em Manhattan, Nova Iorque, onde nasceu Aviles. Ele foi criado no Lower East Side e às vezes se metia em apuros. Um de seus ativos era de que ele tinha um lado cômico. Os irmãos de Aviles Angel Aviles e Rod Reyes também entraram no ramo das artes e entretenimento.

## Carreira
Nas décadas de 1970 e 1980, Aviles trabalhou como comediante stand-up no circuito de Greenwich Village em Nova York. Em 1981, ele conseguiu o papel de Mad Dog no filme Cannonball Run. Ele passou a atuar em catorze mais produções de cinema. Em 1987, Aviles conseguiu um pequeno papel como o homem da manutenção no filme The Secret of My Success, estrelado por Michael J. Fox. Naquele mesmo ano ele se tornou o anfitrião do Is Showtime at the Apollo e continuou como apresentador até 1991.
Em 1990, Aviles ganhou seu papel mais memorável. Ele foi escalado como o bandido Willie Lopez, assassino de Sam Wheat, no filme Ghost. O filme foi um sucesso de bilheteria e recebeu várias indicações ao Oscar. Ele também atuou em "Mystery Train" com Jim Jarmusch (1989) como "Will Robinson", com Francis Ford Coppola em O Poderoso Chefão III (1990) como  "Mascarado #1"; com Brian De Palma em Carlito's Way (1993) como "Quisqueya"; com Al Pacino em Waterworld (1995) como o "Gatesman" e com Kevin Costner em Joe's Apartment (1996) como a voz de uma barata.
Na televisão ele atuou em Mr. & Mrs. Dracula (1980), The Day Women Got Even (1980), The Carol Burnett Show (1991) e em The Stand (1994).

## Morte
Em 17 de abril de 1995, a Variety informou que Aviles havia morrido de insuficiência cardíaca em 17 de março. Onze anos depois, um artigo da Entertainment Weekly de 2006 revelou que Aviles havia falecido por complicações da AIDS após ter contraído o HIV através do abuso de heroína.

## Filmografia
| Ano  | Título                   | Papel                 |
| ---- | ------------------------ | --------------------- |
| 1981 | The Cannonball Run       | Mad Dog               |
| 1984 | Billions for Boris       | Hector                |
| 1987 | Street Smart             | Solo                  |
| 1987 | O Segredo do Meu Sucesso | Homem da Manuntenção  |
| 1988 | Mondo New York           | Comediante do parque. |
| 1988 | Spike of Bensonhurst     | Bandana               |
| 1989 | Mistery Train            | Will Robinson         |
| 1989 | Identity Crisis          | El Toro               |
| 1990 | Ghost                    | Willy Lopez           |
| 1990 | O Poderoso Chefão III    | Mascarado #1          |
| 1990 | Green Card               | Vicent                |
| 1993 | Carlito's Way            | Quisqueya             |
| 1995 | Waterworld               | Gatesman              |
| 1996 | Joe's Apartment          | Barata (voz)          |